# ویدناوا
ویدناوا (به لاتین: Vidnava) یک منطقهٔ مسکونی در جمهوری چک است که در شهرستان یسنیک واقع شده‌است. ویدناوا ۴٫۲۵ کیلومتر مربع مساحت و ۱٬۴۰۷ نفر جمعیت دارد و ۲۳۳ متر بالاتر از سطح دریا واقع شده‌است.